# 쩐박투하
쩐박투하(Trần Bạch Thu Hà, 1949년 11월 12일 ~ )는 베트남의 음악가이다. 체코슬로바키아 프라하 출신이며 1950년에 일어난 일어난 무장 게릴라들의 공격을 피해 부모와 함께 베트남 호찌민 시로 이주했다.
베트남 하노이 음악학교에서 교육을 받았고 소련 키예프 음악원, 모스크바 차이콥스키 음악원에 재학했다. 1994년부터 2008년까지 베트남 음악원 총장을 역임했고 베트남 정부로부터 여러 개의 상을 받았다.